# OZIS
De stichting OZIS (kortweg Open Zorg Informatie Systeem) is een Nederlands samenwerkingsverband van leveranciers van informatiesystemen in de zorg.
De stichting heeft ten doel de mogelijkheden voor elektronische uitwisseling van gegevens tussen zorgverleners te vergroten door middel van het (doen) vaststellen en zo nodig (laten) ontwikkelen van standaarden ten behoeve van de uitwisseling van informatie en het bevorderen van de implementatie en het gebruik van de standaarden, zulks in de ruimste zin van het woord.
Op 15 november 2002 is stichting OZIS opgericht.
De oprichters van dit samenwerkingsverband zijn: Microbais, nu CGM Nederland, Euroned Systems, nu CGM Nederland, Pharmapartners, Promedico ICT, Omnihis en Torex-Hiscom, nu Dedalus. Er waren ongeveer 54 OZIS omgevingen voor de dienstwaarneming apotheken en 38 OZIS omgevingen voor dienstwaarneming huisartsen. Deze regionale OZIS-omgevingen werden beheerd door zorgverleners zelf.
Per 1 juli 2014 zijn de licenties voor de OZIS standaarden Dienstwaarneming Apotheken en Dienstwaarneming huisartsen ingetrokken. De OZIS-standaarden dienstwaarneming worden vanaf die datum niet langer onderhouden.
Stichting OZIS is licentiehouder en beheerder van de standaard voor de ketenzorg. Deze standaard kent vier varianten, Diabetes, COPD/Astma, CVRM en Ouderenzorg.